# Nouhaila Benzina
Nouhaila Benzina (tiếng Ả Rập: نهيلة بنزينة; sinh ngày 11 tháng 5 năm 1998 tại Kenitra, Maroc) là một nữ cầu thủ bóng đá người Maroc hiện đang thi đấu ở vị trí trung vệ cho câu lạc bộ AS FAR Rabat và đội tuyển bóng đá nữ quốc gia Maroc.
Vào tháng 7 năm 2023, cô trở thành cầu thủ nữ đầu tiên đội khăn trùm đầu (hijab) khi thi đấu trong một trận đấu tại giải vô địch bóng đá nữ thế giới. Cô được xem là một hình mẫu cho các nữ cầu thủ theo Hồi giáo noi theo.

## Sự nghiệp câu lạc bộ
Nouhaila Benzina hiện đang là thành viên thuộc biên chế câu lạc bộ AS FAR Rabat từ năm 2016 cho đến nay.

## Sự nghiệp quốc tế
Nouhaila Benzina đã khoác áo các cấp độ đội tuyển U-20 và đội tuyển quốc gia của Maroc.
Cô được triệu tập lên đội tuyển nữ Maroc tham dự Giải vô địch bóng đá nữ thế giới 2023, là giải đấu đầu tiên của đội tuyển nữ Maroc và của chính Benzina. Vào ngày 25 tháng 7 năm 2023, trong trận đấu ra quân gặp đội tuyển nữ Đức, mặc dù cô không ra sân thi đấu nhưng cô được cả thế giới ghi nhận là cầu thủ nữ đầu tiên trên thế giới đội khăn trùm đầu (hijab) trong một trận đấu tại Giải vô địch bóng đá nữ thế giới. Vào ngày 30 tháng 7 năm 2023, trong trận thắng 1–0 trước đội tuyển nữ Hàn Quốc, cô trở thành cầu thủ đầu tiên đội khăn trùm đầu hijab khi ra sân thi đấu trong một trận đấu tại Giải vô địch bóng đá nữ thế giới. Tuy nhiên, báo chí Pháp, đặc biệt là tờ L'Équipe, đã đưa ra những bình luận bài Hồi nhắm vào cô sau trận đấu đó.

## Bàn thắng quốc tế
| Số bàn thắng | Ngày               | Địa điểm                                  | Đối thủ    | Tỷ số | Kết quả | Giải đấu |
| ------------ | ------------------ | ----------------------------------------- | ---------- | ----- | ------- | -------- |
| 1.           | 7 tháng 2 năm 2024 | Học viện bóng đá Mohammed VI, Salé, Maroc | Uzbekistan | 1–0   | 1–0     | Giao hữu |

## Danh hiệu
AS FAR Rabat
- Giải vô địch bóng đá nữ quốc gia Maroc
  - Vô địch: 2017, 2018, 2019, 2020, 2021, 2022, 2023
- Cúp bóng đá nữ Ngai vàng Maroc:
  - Vô địch: 2017, 2018, 2019, 2020, 2021
- Giải vô địch bóng đá các câu lạc bộ Bắc Phi:
  - Vô địch: 2021
- CAF Women's Champions League:
  - Vô địch: 2022
  - Hạng ba: 2021

Maroc
- Cúp bóng đá nữ châu Phi:
  - Á quân: 2022[23]
- Giải vô địch bóng đá nữ các quốc gia Bắc Phi:
  - Vô địch: 2020